# Ryuya Nishio
Ryuya Nishio (西尾 隆矢 Nishio Ryuya?, Osaka, 16 de mayo de 2001) es un futbolista japonés que juega como defensa en el Cerezo Osaka de la J1 League.

## Trayectoria

### Clubes
| Club                | País  | Año       |
| ------------------- | ----- | --------- |
| Cerezo Osaka sub-23 | Japón | 2018-2019 |
| Cerezo Osaka        | Japón | 2020-     |

## Estadística de carrera

### J. League
| Club                | Año   | J. League | J. League | Copa J. League | Copa J. League | Total | Total |
| Club                | Año   | Part.     | Goles     | Part.          | Goles          | Part. | Goles |
| ------------------- | ----- | --------- | --------- | -------------- | -------------- | ----- | ----- |
| Cerezo Osaka        | 2018  | 0         | 0         | 0              | 0              | 0     | 0     |
| Cerezo Osaka sub-23 | 2018  | 2         | 0         | -              | -              | 2     | 0     |
| Total               | Total | 2         | 0         | 0              | 0              | 2     | 0     |